# Honda PC 800 Pacific Coast
Honda PC 800 Pacific Coast je motocykl kategorie sportovně cestovní motocykl, vyvinutý firmou Honda. Byl vyráběn v letech 1989–1990 a znovu v letech 1994–1998. Pojmenování Pacific Coast má podle kalifornské dálnice Highway 1. V Severní Americe, Evropě a Japonsku bylo prodáno přes 14 tisíc kusů, s tříletou přestávkou mezi dvěma výrobními sériemi. Je znám plnou kapotáží a výrazným dvoubarevným lakem. Stejně jako Honda Goldwing je koncipován a navržen speciálně pro americký trh. Na rozdíl od jiných typů se kufry otevírají najednou a směrem vzhůru.

## Technické parametry
- Rám: ocelový
- Suchá hmotnost: 272 kg
- Pohotovostní hmotnost: 286 kg
- Maximální rychlost: 203 km/h
- Spotřeba paliva: 5,2 l/100 km